# Динамо (футбольный клуб, Таллин)
«Дина́мо» (эст. Tallinna Jalgpalliklubi Dünamo) — эстонский футбольный клуб. Базируется в городе Таллин.

## История команды
Клуб «Динамо» был основан в 1940 году, в советские годы был одним из лидеров эстонского футбола, 10 раз побеждал в чемпионатах Эстонской ССР и 7 раз завоевывал кубок ЭССР. Не раз участвовало в чемпионатах СССР во второй группе «класса А» и в «классе Б», лучший результат 8-е место в зональном турнире «класса Б» в 1959 году.
В 1962, 1969, 1971—1976 годах клуб выступал под названием «Динамо» Копли.
«Динамо» принимало участие в первых трёх (1992—1994) чемпионатах независимой Эстонии, но затем у клуба начались проблемы и он постепенно опустился до Третьей лиги Эстонии, четвёртого по силе дивизиона страны. В 2005 году клуб вновь поднялся до уровня высшей лиги, но занял последнее место с катастрофической разницей забитых и пропущенных мячей «-129», с того времени «Динамо» вновь начало движение в подвалы эстонского футбола.

## Достижения
- Чемпион Эстонской ССР (10): 1945, 1947, 1949, 1950, 1953, 1954, 1978, 1980, 1981, 1983.
- Обладатель Кубка Эстонской ССР (7): 1946, 1947, 1949, 1953, 1972*, 1979, 1983.

## История выступлений в чемпионатах Эстонии
| Год     | Лига            | Место              | Очки |
| ------- | --------------- | ------------------ | ---- |
| 1992    | Мейстрилига     | 9                  | 5    |
| 1992/93 | Мейстрилига     | 9                  | 13   |
| 1993/94 | Мейстрилига     | 9                  | 12   |
| 1994/95 | Эсилига         | 1(север) 4(перех.) | 15   |
| 1995/96 | Эсилига         | 4 5(перех.)        | 8    |
| 1996/97 | Эсилига         | 1 4(перех.)        | 29   |
| 1997/98 | Эсилига         | 5                  | 16   |
| 1998    | Вторая лига     | 3(восток)          | 21   |
| 1999    | Вторая лига     | 1                  | ?    |
| 2000    | Эсилига         | 5                  | 35   |
| 2001    | Вторая лига     | 5(северо-восток)   | 17   |
| 2002    | Третья лига     | 1(север)           | 47   |
| 2003    | Вторая лига     | 1(северо-восток)   | 67   |
| 2004    | Эсилига         | 4                  | 38   |
| 2005    | Мейстрилига     | 10                 | 12   |
| 2006    | Эсилига         | 9                  | 29   |
| 2007    | Вторая лига     | 11                 | 27   |
| 2008    | Вторая лига     | 9                  | 33   |
| 2009    | Вторая лига     | 2                  | 55   |
| 2010    | Вторая лига     | 6                  | 32   |
| 2011    | Вторая лига     | 8                  | 36   |
| 2012    | Вторая лига     | 6                  | 41   |
| 2013    | Первая лига «Б» | 8                  | 31   |
| 2014    | Вторая лига     | 6                  | 39   |
| 2015    | Вторая лига     | 9                  | 30   |
| 2016    | Вторая лига     | 7                  | 37   |
| 2017    | Вторая лига     | 6                  | 44   |
| 2018    |                 |                    |      |

## Закреплённые номера
- 21 —  Илья Чистяков[значимость факта?]

## Известные тренеры
- Альберт Вольрат